# Робегано (Венеција)
Робегано је насеље у Италији у округу Венеција, региону Венето.
Према процени из 2011. у насељу је живело 2640 становника. Насеље се налази на надморској висини од 11 м.